# Xiphophorus
Xiphophorus é um género de peixes pertencente a família dos Poecilídeos.

## Espécies.
- Xiphophorus alvarezi
- Xiphophorus andersi
- Xiphophorus birchmanni
- Xiphophorus clemenciae
- Xiphophorus continens
- Xiphophorus cortezi
- Xiphophorus couchianus
- Xiphophorus evelynae
- Xiphophorus gordoni
- Xiphophorus hellerii
- Xiphophorus kosszanderi
- Xiphophorus maculatus
- Xiphophorus malinche
- Xiphophorus mayae
- Xiphophorus meyeri
- Xiphophorus milleri
- Xiphophorus mixei
- Xiphophorus montezumae
- Xiphophorus monticolus
- Xiphophorus multilineatus
- Xiphophorus nezahualcoyotl
- Xiphophorus nigrensis
- Xiphophorus pygmaeus
- Xiphophorus roseni
- Xiphophorus signum
- Xiphophorus variatus
- Xiphophorus xiphidium